# Шатле (театр)

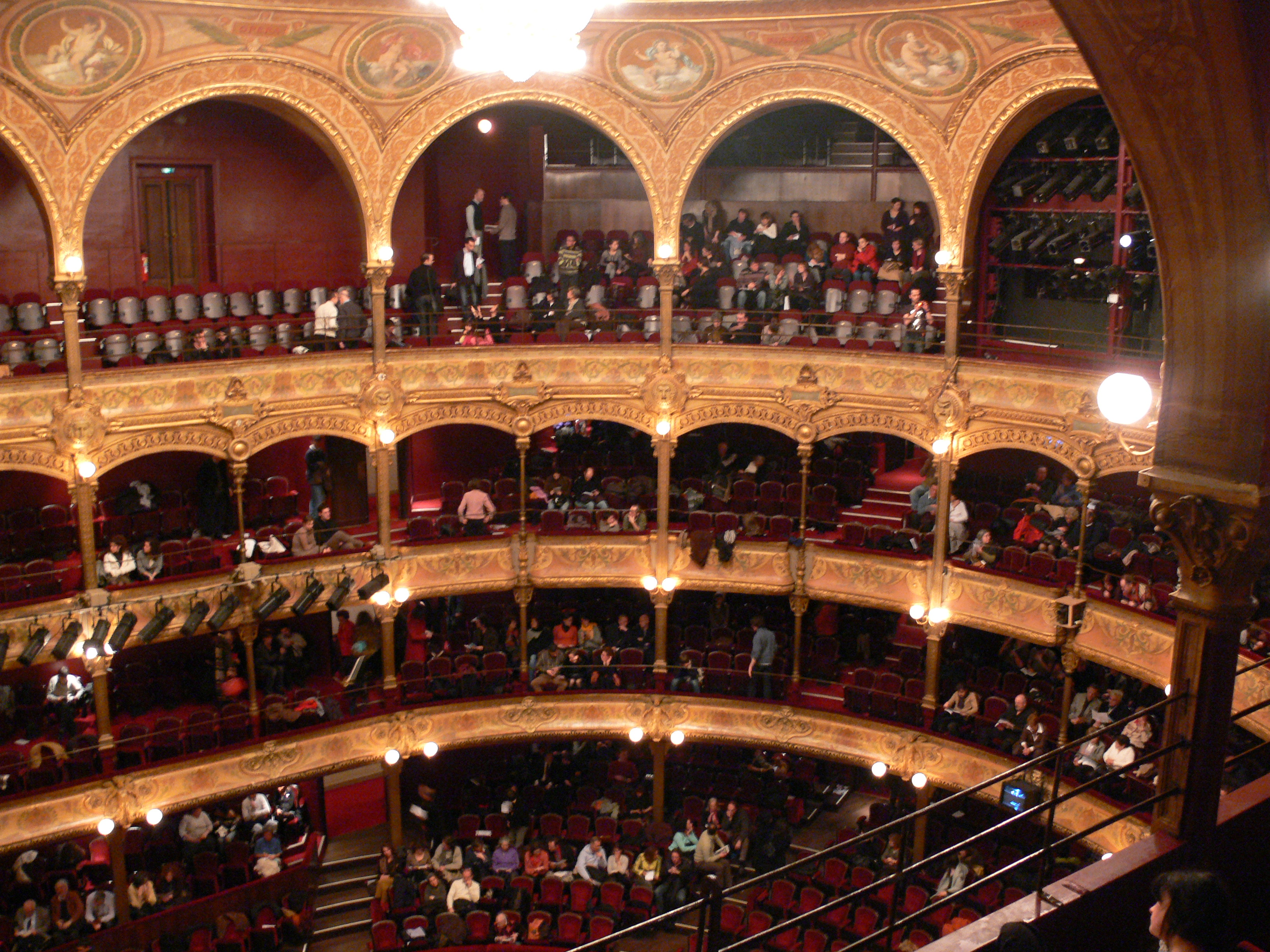
Зал театра Шатле

Театр Шатле́ (фр. Théâtre du Châtelet) — муниципальный музыкальный театр в I округе Парижа, названный по одноимённой площади. Театр Шатле располагает крупнейшим (около 2500 мест) в Париже залом для презентаций академической и лёгкой музыки. Ныне здесь ставятся оперы, балеты, оперетты и мюзиклы (своих трупп в театре нет), организуются симфонические и другие концерты. В Театре Шатле ежегодно проходит церемония вручения кинопремии «Сезар».

## История
Театр был построен архитектором Габриэлем Давиу в середине XIX века на месте снесённой тюрьмы, которая носила то же имя. До 1870 года он назывался Императорским театральным цирком, и на его сцене проходили постановки уже не цирковые, но ещё и не театральные в полном смысле слова.
19 августа 1862 года театр дал свой первый спектакль — пьесу «Rothomago» в присутствии императрицы Евгении. С начала XX века театр стал предоставлять свою сцену для постановок оперетт и балетов. В 1905 году Жорж Мельес поставил свой экспериментальный спектакль «Путешествие на Луну». Здесь же в мае 1909 года прошли и первые представления «Русских сезонов» Сергея Дягилева. В 1912 году парижане увидели премьеру балета «Послеполуденный отдых фавна» с Вацлавом Нижинским в главной роли. В 1917 году состоялась скандальная премьера балета «Парад». С 1929 по 1979 годы Театр Шатле был преимущественно опереточным. После того как управление театра в 1979 году перешло в ведение парижской городской администрации, он стал (с 1980) функционировать как музыкальный театр широкого профиля (концерты оркестровой и камерной музыки, оперетты, оперы, балеты).

## Архитектура
Концертный зал театра вмещает около 2500 зрителей. Площадь сцены — 24 на 35 метров, что позволило в 1886 году поместиться на ней одновременно 676 артистам в спектакле-феерии «Золушка». Имеет хорошую акустику, благодаря стеклянному куполу.